# Górzyca (gmina)
Górzyca – gmina wiejska w województwie lubuskim, w powiecie słubickim. W latach 1975–1998 gmina położona była w województwie gorzowskim.
Siedziba władz gminy to Górzyca. 
Według danych z 30 czerwca 2009 gminę zamieszkiwało 4186 osób.

## Ochrona przyrody
Na obszarze gminy znajduje się rezerwat przyrody Pamięcin chroniący zbiorowiska roślinności stepowej.

## Struktura powierzchni
Według danych z roku 2005 gmina Górzyca ma obszar 145,55 km², w tym:
- użytki rolne: 69%
- użytki leśne: 18%

Gmina stanowi 14,56% powierzchni powiatu.

## Demografia

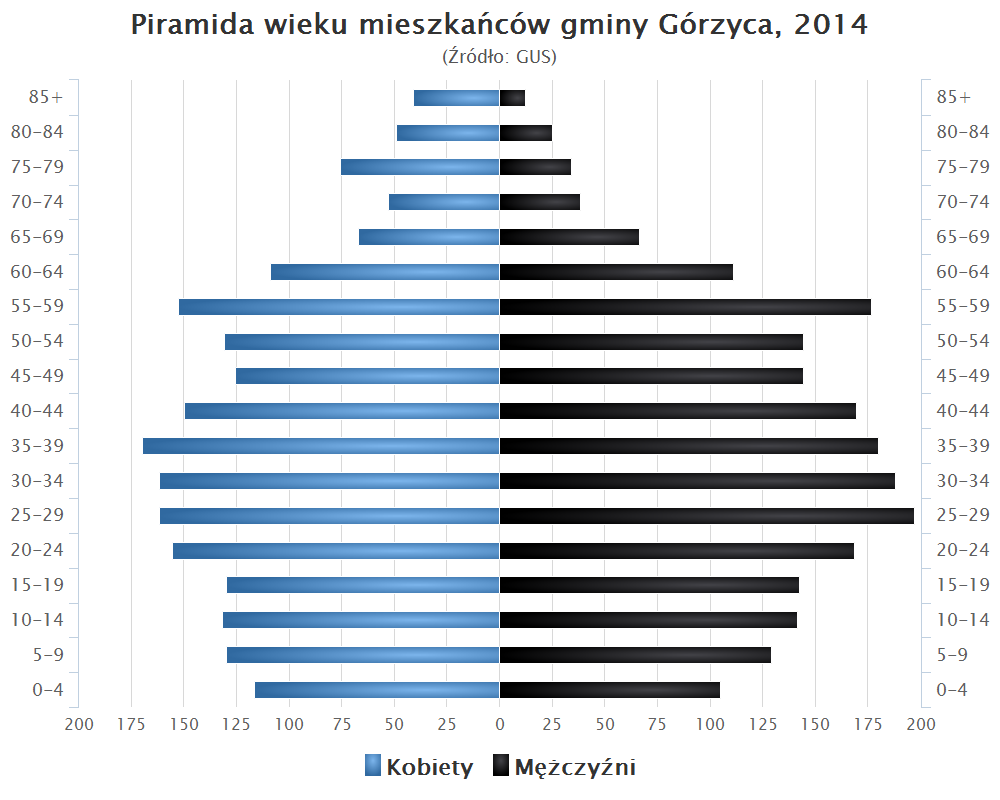
Piramida wieku mieszkańców gminy Górzyca w 2014 roku

Dane z 30 czerwca 2008:
| Opis                              | Ogółem | Ogółem | Kobiety | Kobiety | Mężczyźni | Mężczyźni |
| --------------------------------- | ------ | ------ | ------- | ------- | --------- | --------- |
| jednostka                         | osób   | %      | osób    | %       | osób      | %         |
| populacja                         | 4178   | 100    | 2105    | 50,0    | 2073      | 50,0      |
| gęstość zaludnienia (mieszk./km²) | 28,4   | 28,4   | 14,2    | 14,2    | 14,2      | 14,2      |

## Wójtowie
- 1995-2009: Tomasz Kowalczyk
- 2009-2010: Paweł Kisielewski (komisarz)
- 2010-2024: Robert Stolarski
- od 2024 - Tomasz Stupienko

## Miejscowości
Sołectwa:
- Czarnów
- Górzyca
- Laski Lubuskie
- Pamięcin
- Radówek
- Stańsk
- Żabice

Pozostałe miejscowości:
- Chyrzyno
- Ługi Górzyckie
- Owczary
- Spudłów
- Żabczyn

Zlikwidowane miejscowości:
- Czarnówek
- Glinki Radowskie
- Luboniec
- Pamięcinek
- Rogoźnica
- Spławiska
- Ślężno

## Sąsiednie gminy
Kostrzyn nad Odrą, Ośno Lubuskie, Rzepin, Słońsk, gmina Słubice. Gmina sąsiaduje z Niemcami.